# Sutterby
Sutterby – osada w Anglii, w hrabstwie Lincolnshire. Leży 41 km na wschód od Lincoln i 192 km na północ od Londynu.